# Lago Cree
O lago Cree (em inglês:  Cree Lake) é um lago em Saskatchewan, Canadá. É o quarto maior desta província e fica a oeste do lago Reindeer e a sudeste do lago Athabasca.  A sua fauna piscícola é variada e o lago tem muitas ilhas.